# Deutsche Mannschaftsmeisterschaften Schwimmen (Männer) 2014
Der Ligenwettbewerb Deutsche Mannschaftsmeisterschaften Schwimmen, kurz DMS, der Männer wurde 2014 im Januar und Februar ausgetragen. Die SG Stadtwerke München sicherten sich zum ersten Mal den Titel des Deutschen Mannschaftsmeister.

## 1. Bundesliga
Die SG Stadtwerke München sicherte sich im Essener Hauptbad zum ersten Mal den Titel des Deutschen Mannschaftsmeister. In die untergeordnete 2. Bundesliga stiegen zur Folgesaison der SC Wiesbaden 1911 sowie der SV Halle ab, im Gegenzug stiegen in die 1. Bundesliga der SV Nikar Heidelberg und der VfL Sindelfingen auf.
Für die punktbeste Einzelleistung der Meisterschaft sorgte Marco Koch aus Darmstadt mit 928 Punkten über 200 m Brust.

### Modus
Im Wettkampf der 1. Bundesliga, an der 12 Mannschaften teilnahmen, wurde auf einer 25-m-Bahn an zwei aufeinanderfolgenden Tagen in drei Abschnitten jeweils das komplette olympische Programm geschwommen. Deutscher Mannschaftsmeister wurde die Mannschaft mit der höchsten Gesamtpunktzahl (berechnet anhand der FINA-Punktetabelle). Die zwei letztplatzierten Mannschaften der 1. Bundesliga (Plätze 11 und 12) stiegen in die 2. Bundesliga ab. Ein Schwimmer durfte nur in fünf Wettkämpfen starten, wobei eine Schwimmstrecke nur im Falle eines Nachschwimmens wiederholt werden durfte. Der Start im Nachschwimmen wurde auf die Anzahl der Starts des Schwimmers angerechnet.

### Zeitplan
| Zeitplan                 | Zeitplan  | Zeitplan     |
| ------------------------ | --------- | ------------ |
| Samstag: 1. Februar 2014 | 10.00 Uhr | 1. Abschnitt |
| Samstag: 1. Februar 2014 | 15.15 Uhr | 2. Abschnitt |
| Sonntag: 2. Februar 2014 | 10.00 Uhr | 3. Abschnitt |

### Abschlusstabelle
| Platz | Mannschaft                           | Gesamt Punkte | 1. Abschnitt Punkte | 2. Abschnitt Punkte | 3. Abschnitt Punkte |
| ----- | ------------------------------------ | ------------- | ------------------- | ------------------- | ------------------- |
| 01.   | SG Stadtwerke München                | 27.593        | 9.009               | 9.340               | 9.244               |
| 02.   | SG Neukölln Berlin                   | 27.322        | 9.066               | 8.943               | 9.313               |
| 03.   | Potsdamer SV (N)                     | 27.034        | 9.180               | 9.100               | 8.754               |
| 04.   | SG Essen (M)                         | 26.870        | 9.056               | 8.801               | 9.013               |
| 05.   | SV Würzburg 05                       | 26.699        | 9.018               | 8.713               | 8.968               |
| 06.   | SSG Saar Max Ritter                  | 25.871        | 8.775               | 8.352               | 8.744               |
| 07.   | SG EWR Rheinhessen-Mainz (N)         | 25.870        | 8.943               | 8.379               | 8.530               |
| 08.   | SG Frankfurt                         | 25.524        | 8.759               | 8.419               | 8.346               |
| 09.   | DSW 1912 Darmstadt                   | 25.383        | 8.621               | 8.055               | 8.707               |
| 10.   | Wassersportfreunde von 1898 Hannover | 25.265        | 8.567               | 8.539               | 8.159               |
| 11.   | SC Wiesbaden 1911                    | 24.267        | 8.130               | 7.738               | 8.399               |
| 12.   | SV Halle                             | 22.077        | 7.353               | 7.347               | 7.377               |

 Deutscher Mannschaftsmeister
  Absteiger in die 2. Bundesliga 2015

(M) Deutscher Mannschaftsmeister 2013

(N) Aufsteiger aus der 2. Bundesliga 2013

### Die Meistermannschaft
| 1.                          | SG Stadtwerke München |
| Logo der Stadtwerke München | Florian Vogel, Benno Hawe, Vincent Liebig, Pascal Winter, Nikola Dimitrov, Florian Straubinger, Robert Könneker, Marius Kusch, Max Nowosad, Philipp Wolf, Markus Hanusch, Jesus Avila Atagua, Sebastian Koller - Trainer: Olaf Bünde |

## 2. Bundesliga
Die zwei punktbesten Mannschaften aus der 2. Bundesliga und damit Aufsteiger in die 1. Bundesliga, kamen aus der Staffel Süd und waren der SV Nikar Heidelberg und der VfL Sindelfingen.

### Modus
Der Wettkampf der 2. Bundesliga war ausgelegt für je 12 Mannschaften in den Ligen Nord, West und Süd. Auf einer 25-m-Bahn wurde in zwei Abschnitten an einem Tag jeweils das komplette olympische Programm geschwommen. Die beiden punktbesten Mannschaften (berechnet anhand der FINA-Punktetabelle) der 2. Bundesligen (übergreifende Wertung) stiegen in die 1. Bundesliga auf. Die beiden letztplatzierten Mannschaften jeder Staffel (Plätze 11 und 12) stiegen in die höchste Landesverbandsliga ab. Stiegen aus der 1. Bundesliga mehr Mannschaften in eine Staffel der 2. Bundesliga ab, als aus dieser in die 1. Bundesliga aufstiegen, mussten so viele Mannschaften aus der betroffenen Staffel absteigen, dass jeder Staffel wieder 12 Mannschaften angehörten. Ein Schwimmer durfte nur in vier Wettkämpfen starten, wobei eine Schwimmstrecke nur im Falle eines Nachschwimmens wiederholt werden durfte. Der Start im Nachschwimmen wurde auf die Anzahl der Starts des Schwimmers angerechnet.

### Staffel Nord
Der Wettkampf fand am 1. Februar 2014 in der Universitätsschwimmhalle von Kiel statt.
Für die punktbeste Einzelleistung der 2. Bundesliga Nord sorgte Rob Muffels aus Magdeburg mit 794 Punkten über 1.500 m Freistil.
| Platz | Mannschaft                          | Gesamt Punkte        | 1. Abschnitt Punkte  | 2. Abschnitt Punkte  |
| ----- | ----------------------------------- | -------------------- | -------------------- | -------------------- |
| 01.   | SG HT16 Hamburg                     | 16.233               | 8.244                | 7.989                |
| 02.   | SC Magdeburg                        | 16.187               | 8.338                | 7.849                |
| 03.   | Hamburger Schwimm-Club von 1879 (N) | 15.804               | 7.844                | 7.960                |
| 04.   | Wasserfreunde Spandau 04            | 15.322               | 7.662                | 7.660                |
| 05.   | SG Region Oldenburg                 | 15.125               | 7.448                | 7.677                |
| 06.   | Berliner TSC (N)                    | 14.848               | 7.317                | 7.531                |
| 07.   | Swim-Team Stadtwerke Elmshorn       | 14.753               | 7.139                | 7.614                |
| 08.   | SSG Bremen/Bremerhaven              | 14.663               | 7.244                | 7.419                |
| 09.   | SG Osnabrück (N)                    | 14.657               | 7.653                | 7.004                |
| 10.   | SC Poseidon Berlin                  | 13.350               | 6.783                | 6.567                |
| 11.   | Delmenhorster SV                    | 12.837               | 6.355                | 6.482                |
| 12.   | Schwimmclub Berlin                  | Berlin trat nicht an | Berlin trat nicht an | Berlin trat nicht an |

 Absteiger in die Landesverbandsebene

(N) Aufsteiger aus der Landesverbandsebene

### Staffel West
Der Wettkampf fand am 1. Februar 2014 im Zentralbad von Gelsenkirchen statt.
Für die punktbeste Einzelleistung der 2. Bundesliga West sorgte Max Mral von der SG Bayer mit 750 Punkten über 100 m Freistil.
| Platz | Mannschaft         | Gesamt Punkte | 1. Abschnitt Punkte | 2. Abschnitt Punkte |
| ----- | ------------------ | ------------- | ------------------- | ------------------- |
| 01.   | TPSK 1925          | 16.305        | 8.033               | 8.272               |
| 02.   | SG Bayer (A)       | 16.246        | 8.021               | 8.225               |
| 03.   | SG Dortmund        | 15.483        | 7.712               | 7.771               |
| 04.   | SG Essen II        | 15.454        | 7.752               | 7.702               |
| 05.   | Duisburger ST (N)  | 15.442        | 7.721               | 7.721               |
| 06.   | SG Gelsenkirchen   | 15.355        | 7.730               | 7.625               |
| 07.   | SG Ruhr            | 15.344        | 7.867               | 7.477               |
| 08.   | SG Rhein-Erft Köln | 15.131        | 7.878               | 7.253               |
| 09.   | SG Bergheim        | 14.952        | 7.483               | 7.469               |
| 10.   | SG Lünen (N)       | 14.584        | 7.442               | 7.142               |
| 11.   | SG Bayer II        | 14.248        | 7.066               | 7.182               |
| 12.   | 1. Paderborner SV  | 14.220        | 7.200               | 7.020               |

 Absteiger in die Landesverbandsebene

(A) Absteiger aus der 1. Bundesliga 2013

(N) Aufsteiger aus der Landesverbandsebene

### Staffel Süd
Der Wettkampf fand am 1. Februar 2014 im Westbad von Freiburg im Breisgau statt.
Für die punktbeste Einzelleistung der 2. Bundesliga Süd sorgte Philip Heintz aus Heidelberg mit 860 Punkten über 200 m Lagen.
| Platz | Mannschaft                | Gesamt Punkte         | 1. Abschnitt Punkte   | 2. Abschnitt Punkte   |
| ----- | ------------------------- | --------------------- | --------------------- | --------------------- |
| 01.   | SV Nikar Heidelberg       | 17.568                | 8.802                 | 8.766                 |
| 02.   | VfL Sindelfingen          | 16.888                | 8.440                 | 8.448                 |
| 03.   | SG Regio Freiburg         | 16.717                | 8.343                 | 8.374                 |
| 04.   | SSG 81 Erlangen           | 16.512                | 8.288                 | 8.224                 |
| 05.   | SSV Ulm 1846 (N)          | 16.153                | 7.854                 | 8.299                 |
| 06.   | TSV Hohenbrunn-Riemerling | 16.071                | 8.237                 | 7.834                 |
| 07.   | SV Gelnhausen (N)         | 15.970                | 7.934                 | 8.036                 |
| 08.   | SG Bamberg                | 15.620                | 7.859                 | 7.761                 |
| 09.   | SC Chemnitz 1892          | 15.521                | 7.722                 | 7.799                 |
| 10.   | SSG Reutlingen/Tübingen   | 15.382                | 7.704                 | 7.678                 |
| 11.   | SCW Eschborn              | 15.082                | 7.663                 | 7.419                 |
| 12.   | SSG Leipzig (A)           | Leipzig trat nicht an | Leipzig trat nicht an | Leipzig trat nicht an |

 Aufsteiger in die 1. Bundesliga 2015
  Absteiger in die Landesverbandsebene

(A) Absteiger aus der 1. Bundesliga 2013

(N) Aufsteiger aus der Landesverbandsebene

## Landesverbandsebene
Vom 18. Januar bis 22. Februar 2014 wurden die Wettkämpfe auf Landesebene durchgeführt, wo die Aufsteiger in die 2. Bundesliga ermittelt wurden.

### Modus
Die Wettkämpfe auf Landesebene wurden auf einer 25-m-Bahn an einem Tag durchgeführt. Dabei wurde in zwei Abschnitten jeweils das komplette olympische Programm geschwommen. Die beiden punktbesten Mannschaften (berechnet anhand der FINA-Punktetabelle) jeder Region (Nord, West und Süd) stiegen in die 2. Bundesliga auf. Stiegen mehr Mannschaften aus einer Staffel der 2. Bundesliga in die 1. Bundesliga auf, als in diese abstiegen, stiegen so viele nächstplatzierte Mannschaften aus der zugehörigen Landesverbandsregion in die 2. Bundesliga auf, dass dieser Staffel wieder 12 Mannschaften angehörten. Ein Schwimmer durfte nur in vier Wettkämpfen starten, wobei eine Schwimmstrecke nur im Falle eines Nachschwimmens wiederholt werden durfte. Der Start im Nachschwimmen wurde auf die Anzahl der Starts des Schwimmers angerechnet.

### Aufsteiger
| Mannschaft                              | Punkte | Landesverband                      |
| --------------------------------------- | ------ | ---------------------------------- |
| Staffel Nord                            |        |                                    |
| SGS Hamburg                             | 13.715 | Hamburger Schwimm-Verband          |
| Wassersportfreunde von 1898 Hannover II | 13.319 | Landesschwimmverband Niedersachsen |
| Staffel West                            |        |                                    |
| SG Schwimmen Münster                    | 15.379 | Schwimmverband Nordrhein-Westfalen |
| SG Mönchengladbach                      | 14.552 | Schwimmverband Nordrhein-Westfalen |
| Staffel Süd                             |        |                                    |
| EOSC Offenbach                          | 15.279 | Hessischer Schwimm-Verband         |
| SV Schwäbisch Gmünd                     | 14.943 | Schwimmverband Württemberg         |
| SG Stadtwerke München II                | 14.804 | Bayerischer Schwimmverband         |